# Пикан (посёлок)
Пикан — упразднённый посёлок в Зейском районе Амурской области России. Исключен из учётных данных в 1974 году.

## География
Посёлок находился на левом берегу реки Пикан, на расстоянии примерно 2,5 километра (по прямой) к юго-востоку от села Заречная Слобода.

## История
По данным 1926 года на хуторе (опытное поле) Пикан имелось 6 хозяйств (2 крестьянского типа и 4 прочих) и проживал 21 человек (12 мужчины и 9 женщины). В национальном составе населения преобладали русские. В административном отношении входил в состав Заречно-Слободского сельсовета Зейского района Зейского округа Дальневосточного края.
Решением Амурского исполкома от 7 июня 1974 года № 253, посёлок Пикан исключен из учётных данных как несуществующий.